# 319 Leona
Leona è un asteroide della fascia principale del diametro medio di circa 68,16 km. Scoperto nel 1891, presenta un'orbita caratterizzata da un semiasse maggiore pari a 3,3904430 UA e da un'eccentricità di 0,2262188, inclinata di 10,55162° rispetto all'eclittica.
Stanti i suoi parametri orbitali, è considerato un membro della famiglia Cibele di asteroidi.
L'origine del suo nome è sconosciuta.

## Occultazione di Betelgeuse nel 2023
Il 12 dicembre 2023, tra le 02:08 e le 02:25 ora italiana, l'asteroide ha occultato la stella Betelgeuse. L'evento è stato visibile nel sud della Spagna, parte di Sardegna, Calabria e Puglia. L'occultazione è durata circa 12 secondi.

L'occultazione di Betelgeuse del 2023.